# Jin-Dynastie (1125–1234)

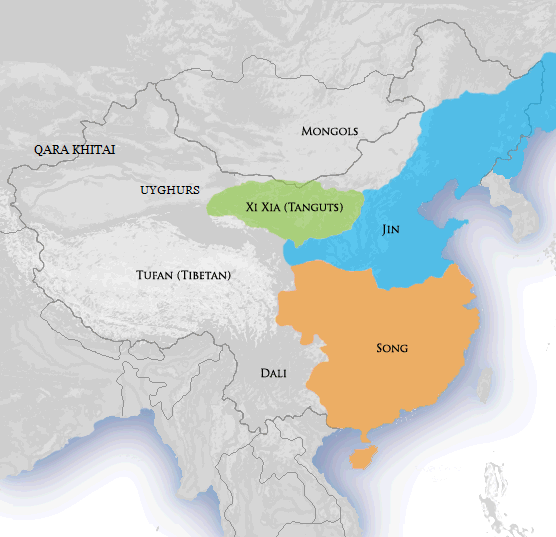
Gebiet der Jin-Dynastie (blau) und Nachbarreiche, 1142

Die Jin-Dynastie (chinesisch 金朝, Pinyin Jīn Cháo) des 12. und 13. Jahrhunderts war eine chinesische Dynastie im Nordosten Chinas, die 1125 auf den Ruinen des Liao-Reiches der Kitan einen eigenen Staat gründete. Das Herrscherhaus der Jin gehörte zum Volk der Jurchen, von dem ein Teil später zu Vorfahren der Mandschu wurde. Die Mandschu bezeichneten ihre Dynastiegründung im frühen 17. Jahrhundert zunächst als Spätere Jin-Dynastie (1616–1636).

## Geschichte

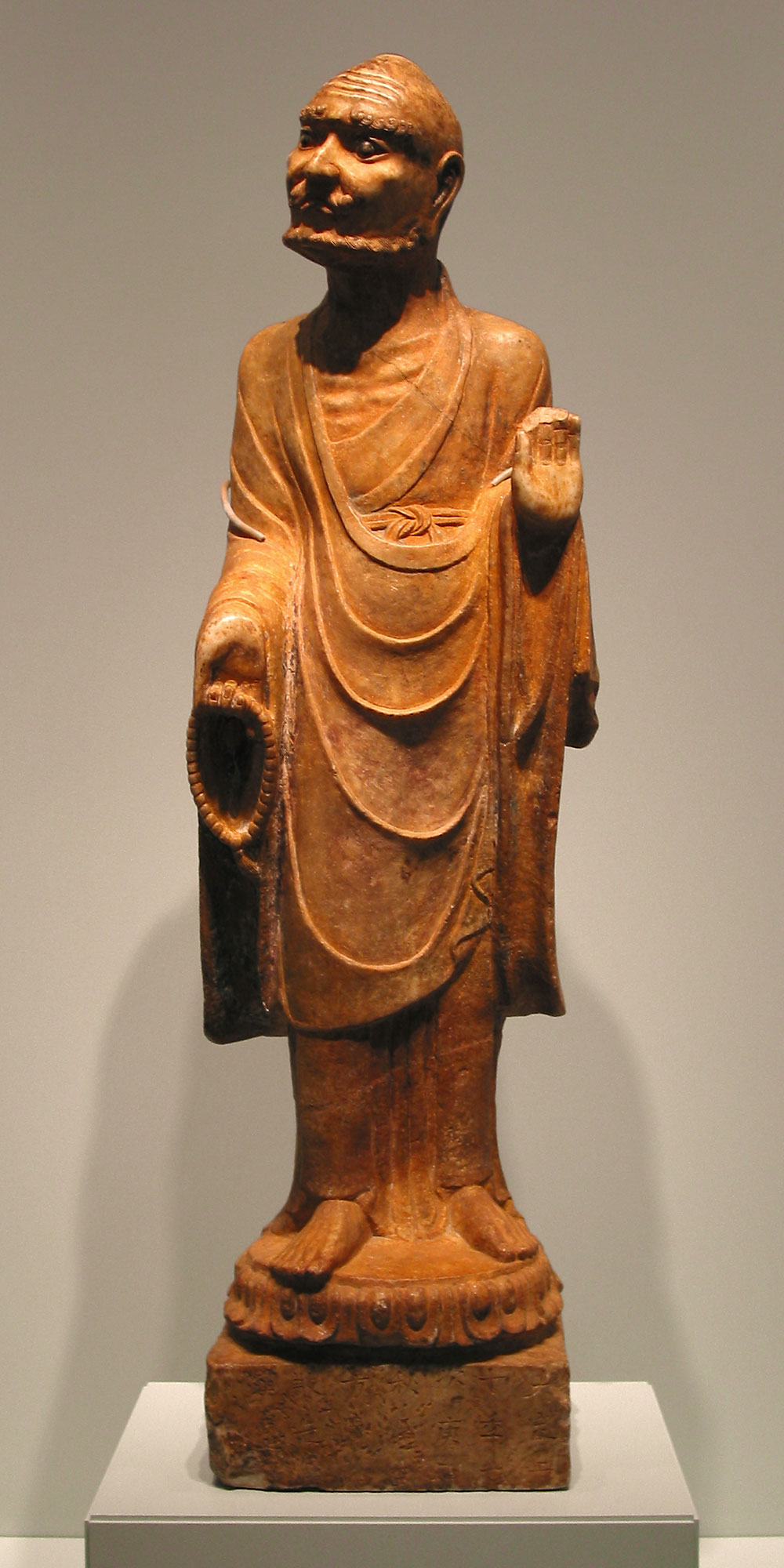
Marmorstatue eines buddhistischen Mönchs, Jin-Dynastie, 1180 n. Chr.

Die Jurchen beherrschten mit Hilfe von Söldnern aus der mongolischen Steppe die Mehrheit der Han-Chinesen in Nordchina. Das Jin-Reich zählte damals insgesamt 53 Millionen Einwohner, davon 6 Millionen Jurchen, und war damit der bevölkerungsreichste Staat der Erde. Zu Beginn des Jahres 1126 umstellten die Jurchen Kaifeng, die Hauptstadt der Song-Dynastie, deren Kaiser Huizong gefangen genommen wurde, nachdem die Stadt im Januar 1127 gefallen war.
Die Hauptstadt des Jin-Reiches war zunächst Huei-ing (Huining, 1125-1153) bei Harbin in der Mandschurei, heute Acheng. Die Sinisierung des Jurchen-Adels beschleunigte sich, als der despotische Kaiser Tikunai (Wanyan Liang) die Hauptstadt 1153 nach Peking und schließlich sogar kurzzeitig nach Kaifeng verlegte. Aber Tikunai scheiterte bei seinem Angriff auf Song-China 1161 am Jangtse und wurde von seinen Soldaten getötet.
Unter seinem Nachfolger Wulu wurde die Hauptstadt vorübergehend in die Mandschurei zurückverlegt. Das stand im Zusammenhang mit Maßnahmen der traditionellen Kreise gegen die Sinisierung. 1173 wurde es den Jurchen verboten, chinesische Namen anzunehmen. Gleichzeitig wurde die Jurchen-Sprache für Beamtenprüfungen vorgeschrieben.

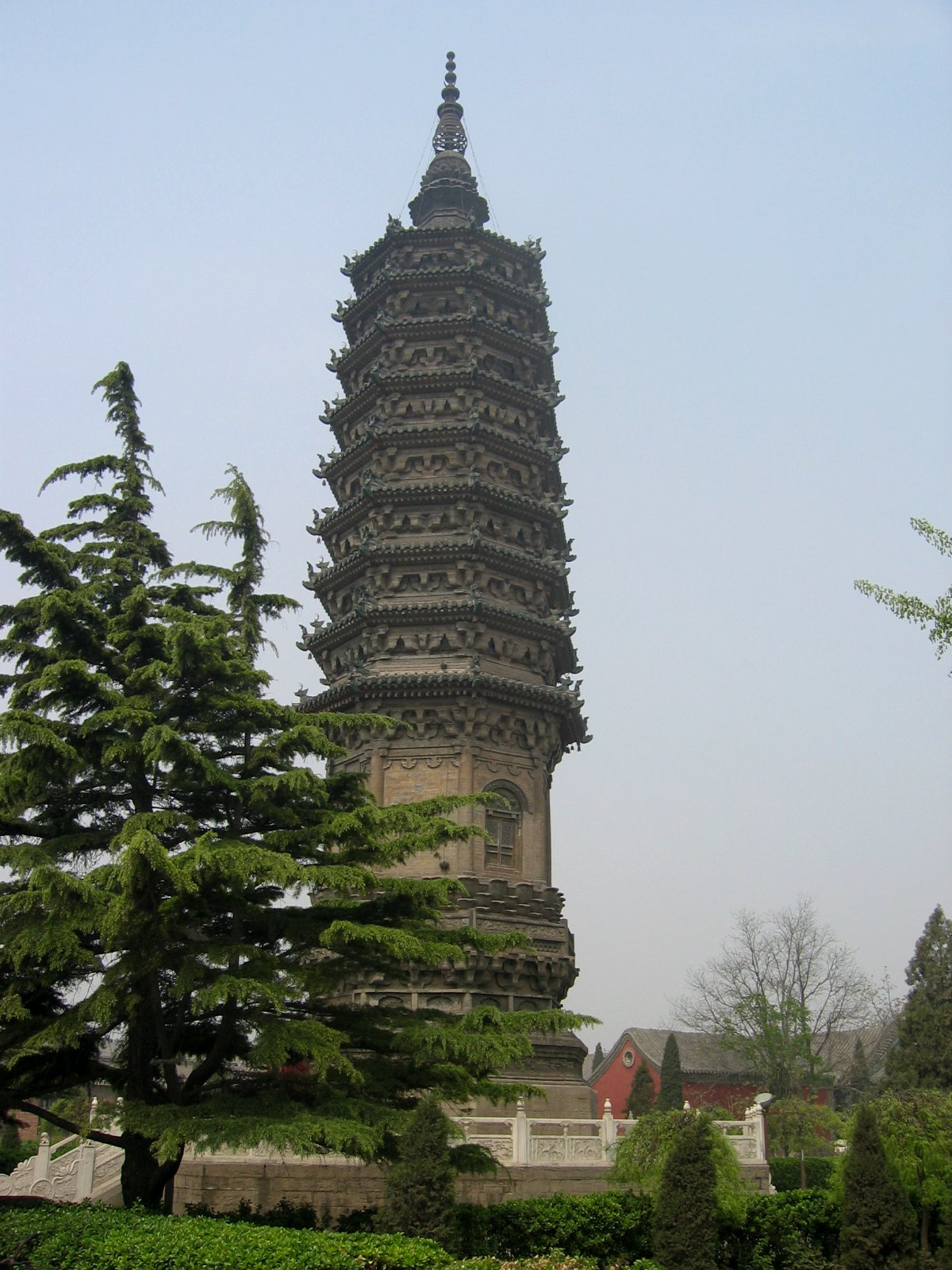
Chengling-Pagode, Zhengding, Provinz Hebei, gebaut 1161–1189 n. Chr.

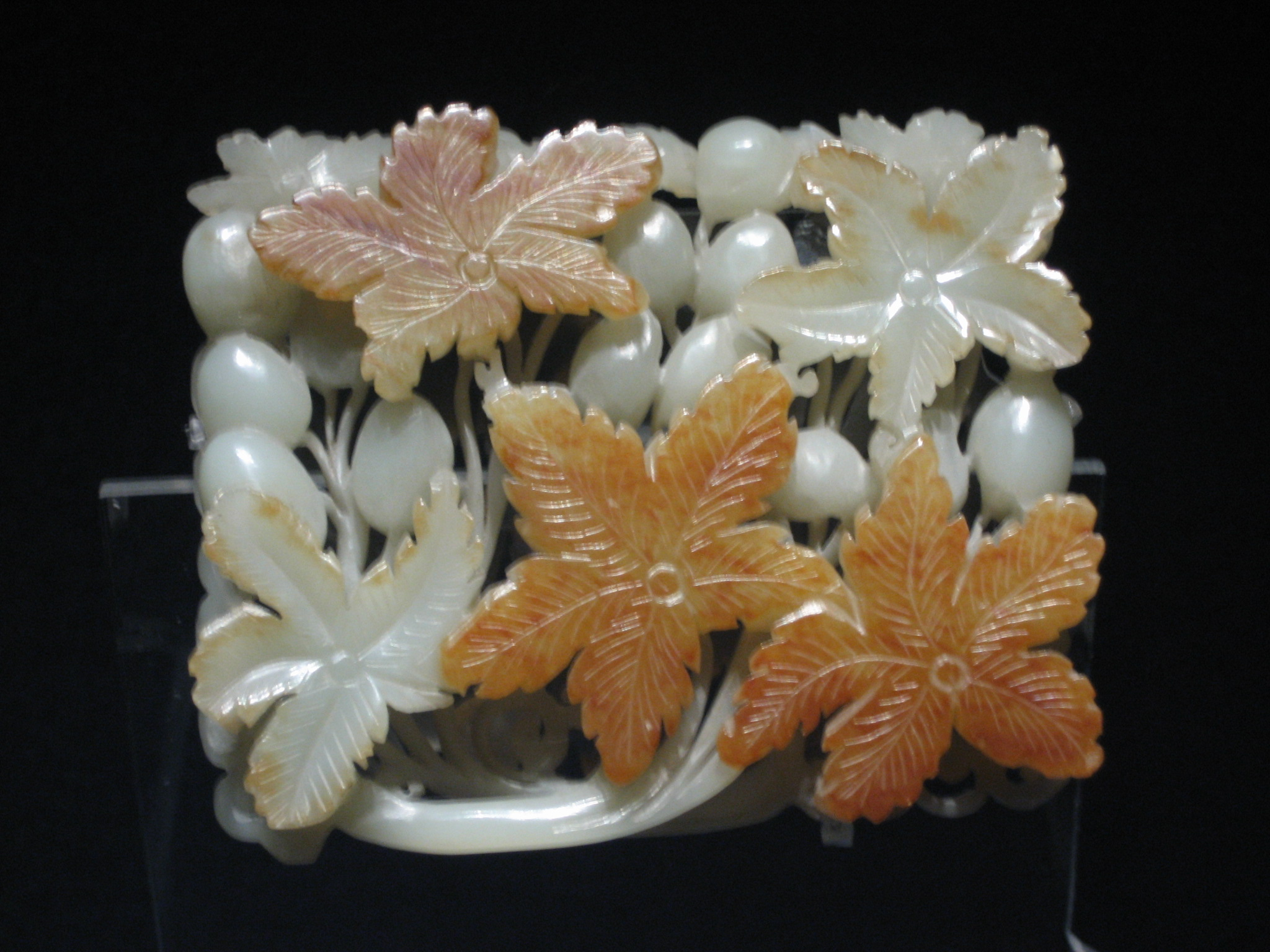
Jade-Schmuck, Jin-Dynastie

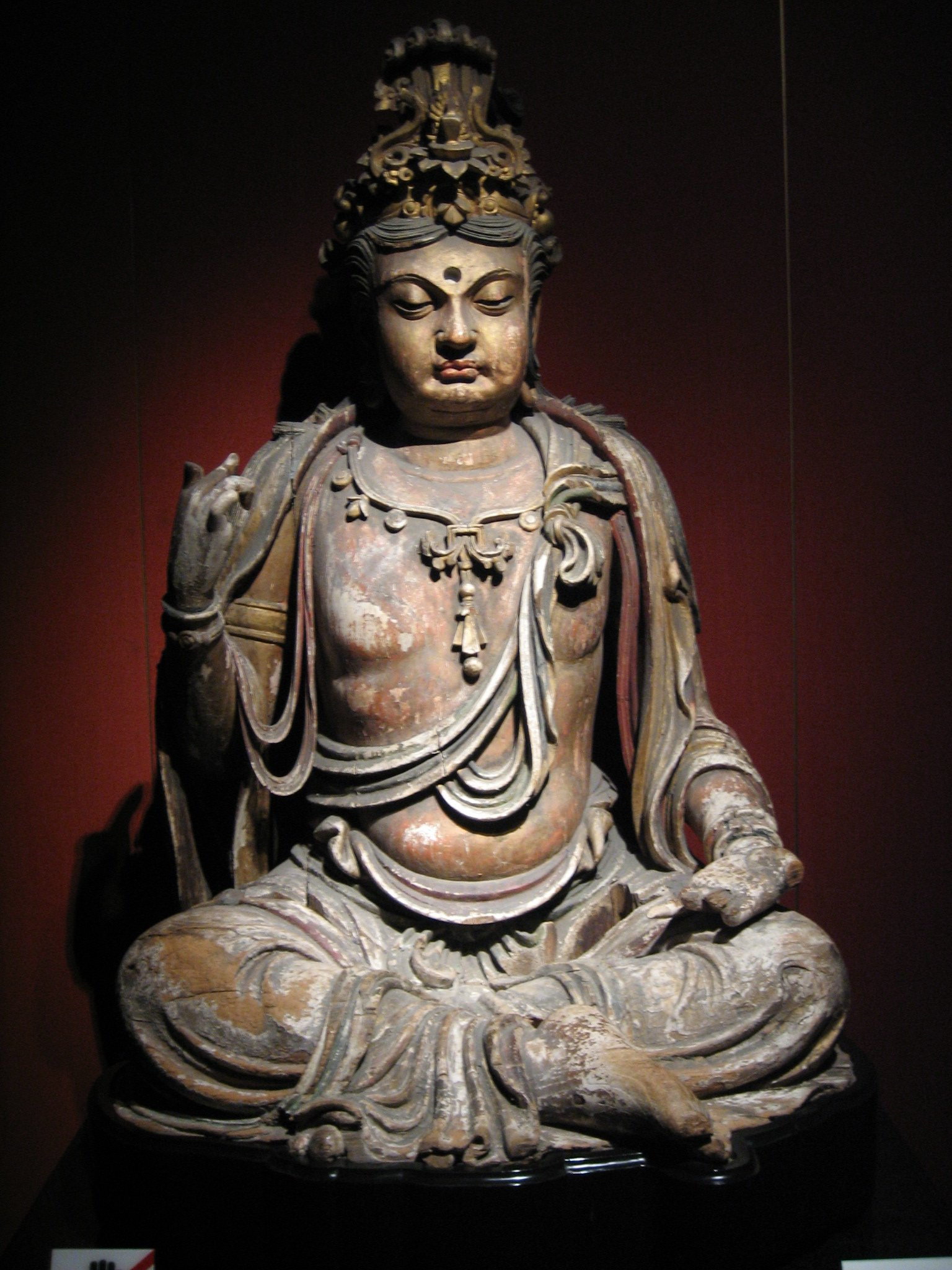
Hölzerne Bodhisattva-Statue, Jin-Dynastie

Von 1153 bis 1214 war Zhōngdū (中都 – „mittlere Hauptstadt“) wieder Hauptstadt, das heutige Peking. 1194 verlagerte der Gelbe Fluss seinen Lauf, so dass es zu mehreren Überschwemmungen kam. Trotz dieser Katastrophe, des erwähnten Drucks auf die Regierung und eines neuen Krieges gegen die Song 1208 war die Jurchen-Herrschaft am Vorabend des Mongolenangriffs äußerlich stabil. Nur innerlich sah man die Unzuverlässigkeit des Heeres, das zu einem Viertel aus Söldnern aus der Steppe bestand.
Die Jin unternahmen gelegentlich Strafexpeditionen in die Mongolei, verstärkten ab 1192 auch die Große Mauer. Aber die Gründung des Mongolenreiches 1206 stellte für sie eine ernste Herausforderung dar. Nach der Eroberung Pekings durch den Mongolenkhan Dschingis wurde Kaifeng 1214–1234 die letzte Hauptstadt. Das Reich der Jin-Dynastie ging 1234 mit der Eroberung Kaifengs und Luoyangs durch Ögedei Khan unter.

## Kaiser der Jin-Dynastie (1125–1234)
| Tempelname     | Posthumer Titel                                                  | Geburtsname                                                                          | Regierungszeit | Regierungsdevisen                                                       |
| -------------- | ---------------------------------------------------------------- | ------------------------------------------------------------------------------------ | -------------- | ----------------------------------------------------------------------- |
| Taizu 太祖     |                                                                  | Wanyan Aguda (完顏阿骨打, Wányán Āgǔdǎ)                                              | 1115–1123      | Shōuguó 收國 1115–1116 Tiānfǔ 天輔 1117–1123                            |
| Taizong 太宗   |                                                                  | Wanyan Wuqimai (完顏吳乞買, Wányán Wúqǐmǎi) oder Wanyan Sheng (完顏晟, Wányán Shèng) | 1123–1134      | Tiānhuì 天會 1123–1134                                                  |
| Xizong 熙宗    |                                                                  | Wanyan Hela (完顏合剌, Wányán Hélá) oder Wanyan Dan (完顏亶, Wányán Dǎn)             | 1135–1149      | Tiānhuì 天會 1135–1138 Tiānjuàn 天眷 1138–1141 Huángtǒng 皇統 1141–1149 |
| —              | Hailing Wang (海陵王, Hǎilíng Wáng)                              | Wanyan Liang (完顏亮, Wányán Liàng)                                                  | 1149–1161      | Tiāndé 天德 1149–1153 Zhènyuán 貞元 1153–1156 Zhènglóng 正隆 1156–1161  |
| Shizong 世宗   |                                                                  | Wanyan Yong (完顏雍, Wányán Yōng)                                                    | 1161–1189      | Dàdìng 大定 1161–1189                                                   |
| Zhangzong 章宗 |                                                                  | Wanyan Jing (完顏璟, Wányán Jǐng)                                                    | 1190–1208      | Míngchāng 明昌 1190–1196 Chéng'ān 承安 1196–1200 Tàihé 泰和 1200–1208   |
| —              | Weishao Wang (衛紹王, Wèishào Wáng) oder Weiwang (衛王, Wèiwáng) | Wanyan Yongji (完顏永濟, Wányán Yǒngjì)                                              | 1209–1213      | Dà'ān 大安 1209–1212 Chóngqìng 崇慶 1212–1213 Zhìníng 至寧 1213         |
| Xuanzong 宣宗  |                                                                  | Wanyan Xun (完顏珣, Wányán Xún)                                                      | 1213–1223      | Zhēnyòu 貞祐 1213–1217 Xīngdìng 興定 1217–1222 Yuánguāng 元光 1222–1223 |
| Aizong 哀宗    |                                                                  | Wanyan Shouxu (完顏守緒, Wányán Shǒuxù)                                              | 1224–1234      | Zhèngdà 正大 1224–1232 Kāixīng 開興 1232 Tiānxīng 天興1232–1234         |
| —              | Modi 末帝                                                        | Wanyan Chenglin (完顏承麟, Wányán Chénglín)                                          | 1234           | —                                                                       |